# Dicranomyia miniata
Dicranomyia miniata là một loài ruồi trong họ Limoniidae. Chúng phân bố ở vùng Tân nhiệt đới.